# Зорани (Тимиш)
Зорани (рум. Zorani) насеље је у Румунији у округу Тимиш у општини Марђина. Oпштина се налази на надморској висини од 196 m.

## Прошлост
По "Румунској енциклопедији" место се први пут помиње 1597. године. Био је посед Стефана Торока племића. По ослобођењу Баната у њему је пописано 1717. године 30 домова.
Аустријски царски ревизор Ерлер је 1774. године констатовао да место припада Фачетском округу, Лугожког дистрикта. Становништво је било претежно влашко. Када је 1797. године пописан православни клир место је било парохијска филијала суседног села Марђину.

## Становништво
Према подацима из 2002. године у насељу је живело 107 становника.

### Попис2002.
| Расподела становништва по националности 2002.‍ | Расподела становништва по националности 2002.‍ | Расподела становништва по националности 2002.‍ | Расподела становништва по националности 2002.‍ | Расподела становништва по националности 2002.‍ |
| --------------------------------------------- | --------------------------------------------- | --------------------------------------------- | --------------------------------------------- | --------------------------------------------- |
|                                               |                                               |                                               |                                               |                                               |
| Румуни                                        | Румуни                                        |                                               | 98                                            | 92,5%                                         |
| Украјинци                                     | Украјинци                                     |                                               | 8                                             | 7,5%                                          |